# Unió de Forces de Dreta
La Unió de Forces de Dreta (en rus: Союз правых сил; СПС; Soyuz pravykh sil, SPS), és un moviment polític liberal-conservador de Rússia, fundat inicialment com a coalició electoral el 1999 i liderada per personalitats com Anatoli Txubais, Boris Nemtsov, Serguei Kirienko i Yegor Gaidar. Malgrat es va dissoldre el 2008, el SPS es va tornar a registrar al 2012 com a organització pública amb el nom Moviment de la Unió de Forces de Dreta.

## Història
El SPS es va establir l'any 1999, després d'una fusió de diversos partits liberals, incloent-hi l'Elecció Democràtica de Rússia, amb l'objectiu de presentar-se a les eleccions legislatives del mateix any. Així, va obtenir el 8,6% dels vots i 32 escons a la Duma estatal. Tot i haver donat suport oficial a la candidatura de Vladímir Putin al 2000, molts membres i dirigents del partit van donar suport a l'opositor Grigori Yavlinsky. Més endavant, amb el lideratge de Boris Nemtsov, adoptarien una postura més bel·ligerant amb el govern, criticant l'autoritarisme i la reducció de llibertats polítiques i d'expressió.
Malgrat aquest gir, per a les eleccions legislatives de 2003 van perdre tota representació parlamentària al no arribar al llindar del 5%, obtenint només 3 escons per mètode uninominal, que acabarien dins de la facció governant Rússia Unida. El president Boris Nemtsov va admetre la derrota i daltabaix electoral, dimitint al gener de 2004. El partit, després de negociar infructuosament una coalició amb Iàbloko, es va presentar en solitari a les eleccions de 2007, les quals van ser un desastre major que les anteriors, sense obtenir cap representació.
En aquest context, l'1 d'octubre de 2008, el consell polític federal del partit va votar per dissoldre'l a favor del nou partit Causa Justa. Pocs anys després, però, antics militants i dirigents del SPS van decidir refundar el partit, fent-ho efectiu al 2012.

## Resultats electorals

### Eleccions presidencials
| Any  | Candidat                | 1a volta                          | 1a volta                          | 2a volta                          | 2a volta                          | Resultat                          |
| Any  | Candidat                | Vots                              | %                                 | Vots                              | %                                 | Resultat                          |
| ---- | ----------------------- | --------------------------------- | --------------------------------- | --------------------------------- | --------------------------------- | --------------------------------- |
| 2000 | Suport a Vladímir Putin | 39,740,434                        | 52.94                             | N/D                               | N/D                               | Electe                            |
| 2004 | Irina Khakamada         | 2,671,313                         | 3.84                              | N/D                               | N/D                               | Derrota                           |
| 2008 | Boris Nemtsov           | Retirat, donant suport a Kasyanov | Retirat, donant suport a Kasyanov | Retirat, donant suport a Kasyanov | Retirat, donant suport a Kasyanov | Retirat, donant suport a Kasyanov |

### State Duma
| Any  | Líder            | Resultats | Resultats | Resultats | Resultats | Pos. |
| Any  | Líder            | Vots      | %         | Escons    | +/–       | Pos. |
| ---- | ---------------- | --------- | --------- | --------- | --------- | ---- |
| 1999 | Sergey Kiriyenko | 5,677,247 | 8.52      | 29 / 450  | Nou       | 4t   |
| 2003 | Boris Nemtsov    | 6,944,322 | 3.97      | 3 / 450   | 26        | 6è   |
| 2007 | Nikita Belykh    | 2,408,535 | 0.96      | 0 / 450   | 3         | 8è   |